# پائولی (ایندیانا)
پائولی ( ‎/peɪˈoʊli/‎ pay-OH-lee ) شهری در شهرستان پائولی و مقر شهرستان اورنج کانتی، در ایالت ایندیانا آمریکا است. جمعیت این شهر در سرشماری سال ۲۰۱۰، ۳۶۷۷ نفر بوده است.